# Eduard Vidal i de Valenciano
Eduard Vidal i de Valenciano (Vilafranca del Penedès, Alt Penedès, 1838 - Barcelona, 25 de febrer de 1899) fou un dramaturg i llibretista de sarsueles, polític i escriptor. Membre de l'Acadèmia de Bones Lletres de Barcelona, el 1898. Milità al Partit Republicà de Castelar. El seu germà Gaietà Vidal i de Valenciano també feu carrera literària.
Es casà a Vilafranca del Penedès amb Raimunda Rossell i Bages (1852-1898), el 9 de gener de 1881.
Al barri del Poblenou de Barcelona hi ha un carrer que duu el seu nom en homenatge. És enterrat al Cementiri de Vilafranca del Penedès.
Morí a Barcelona el 25 de febrer de 1899, i  fou traslladada la seva despulla al cementiri de Vilafranca del Penedès l'endemà.

## Obra dramàtica
1864
- Qui tot ho vol tot ho perd o la festa de l'ermita, sarsuela en 1 acte. Música d'Antoni Lamarca, estrenada al Teatre de l'Odèon de Barcelona el dia 3 d'octubre de 1864.
- Un beneit de Jesucrist, joguina lírico-dramàtica, música de Francesc d'Assís Altimira, estrenada al Teatre de l'Odèon de Barcelona el 16 de desembre de 1864.
- A boca tancada…, estrenada al teatre Romea, la nit del 28 de setembre de 1864.

1865
- Antany i enguany, en col·laboració de Conrad Roure. 1865.
- Tal faràs, tal trobaràs. Drama en tres actes i en vers, estrenat al teatre Principal la nit del 4 d'abril de 1865 i reposat al Teatre Romea, la nit del 7 de març de 1866.
- Tal hi va que no s'ho creu, estrenada al teatre Romea, la nit del 16 de novembre de 1865.
- Tants caps, tants barrets. Comèdia en dos actes i en vers, estrenada al teatre Romea, la nit del 13 de desembre de 1865.

1866
- L'ase d'en Mora. Comèdia en un acte, estrenada al teatre Romea, la nit del 31 de gener de 1866.
- Cada u per on l'enfila. Disbarat còmico-dramàtic en dos actes, estrenat al teatre Romea, la nit del 16 d'abril de 1866.
- Maria!. Quadre lírico-dramàtic de costums catalans. Música de Nicolau Manent. Estrenat al Teatre dels Camps Elisis de Barcelona el 5 d'agost de 1866.

1867
- La virtut i la consciència. Drama en quatre actes de costums catalans.

1868
- Qui juga, no dorm, estrenada al teatre Romea, la nit del 13 d'abril de 1868.
- Paraula és paraula. Drama en tres actes, estrenat al teatre del Liceu de Barcelona, la nit del 29 de desembre de 1869.

1869
- El virolet de Sant Guim, estrenada al teatre Romea, la nit del 15 de març de 1869.

1870
- La gran sastressa de Midalvent. Sarsuela en 2 actes, adaptació catalana de l'opereta de Jacques Offenbach La Grande-Duchesse de Gérolstein, estrenada al Teatre Novedades de Barcelona el 21 de maig de 1870.
- Pot més qui piula, música de Josep Teodor Vilar, estrenada al Teatre Tívoli de Barcelona el 13 de juny de 1870.

1871
- La masovera. Quadre de costums de camp en 2 actes, música de Frederic Serra, estrenat al Teatre del Circ Barcelonès de Barcelona el 22 de febrer de 1871.
- La formosa Magdalena, adaptació catalana de l'opereta de Jacques Offenbach La belle Helène. Estrenada al Teatre del Circ Barcelonès de Barcelona el 14 de març de 1871.
- A sort i a ventura, humorada en 1 acte, música de Nicolau Manent, estrenada al Teatre Tívoli de Barcelona el 25 d'agost de 1871.

1872
- De Barcelona al Parnàs. Sarsuela revista (còmica-lírica-dramàtica-satírica-fantàstica) en dos quadres i en vers, música de Josep Ribera, estrenada al teatre Tívoli de Barcelona el 21 de juliol de 1872.
- Dos milions, sarsuela en 1 acte, música de Josep Ribera, estrenada al Teatre Tívoli de Barcelona el 3 d'agost de 1872.

1873
- Les campanetes. Sarsuela en 1 acte, en col·laboració amb Conrad Colomer, música de Josep Ribera, estrenada al Teatre del Circ Barcelonès de Barcelona el 17 de febrer de 1873.
- Un pobre diable. Sarsuela bufa en 1 acte, llibret en col·laboració de Rafael Burgell, música de Josep Ribera i Miró, estrenada al Teatre Tívoli de Barcelona el 10 de juliol de 1873.
- Por ir de pesca. Sarsuela en 1 acte, música d'Antoni Lamarca, estrenada al Teatre Tívoli de Barcelona l'1 d'agost de 1873.

1874
- El somni daurat, llibret en col·laboració de Joaquim Arimon. Música de Nicolau Manent. Estrenat al Teatre del Circ Barcelonès de Barcelona el 21 de gener de 1874.
- La manescala, llibret en col·laboració de Rafael Burgell. Música de Cosme Ribera. Estrenada al Teatre Tívoli de Barcelona el 22 de juliol de 1874.
- La criada, sarsuela en 2 actes i en vers. Llibret en col·laboració amb Josep Roca i Roca. Música de Josep Navarro, estrenada al Teatre Tívoli de Barcelona el 10 de setembre de 1874.

1875
- Micos. Extravagància lírico-dramàtica en 1 acte i en vers, llibret en col·laboració de Josep Roca i Roca, música de Joan Rius, estrenada al Teatre Tívoli de Barcelona el 10 de juliol de 1875.
- Joc de nois, llibret en col·laboració de Josep Roca i Roca, música de: ?, estrenada al Teatre Tívoli de Barcelona el 2 d'agost de 1875.

1878
- La guardiola, llibret en col·laboració de Bartomeu Carcassona, música d'Enric Martí, estrenada al Teatre Tívoli de Barcelona el 9 de setembre de 1878.

1879
- El cuchillo de plata. Drama en cinc actes i un pròleg (escrit en castellà). En col·laboració amb Josep Roca i Roca. Estrenat al teatre Espanyol de Barcelona

1880
- El registro de la policía. Drama en 8 actes i en prosa (escrit en castellà). Estrenat al Teatre Espanyol de Barcelona el dia 1 de febrer.[5]

1883
- Sor Teresa o el claustro y el mundo. Drama en cinc actes (escrit en castellà).

1884
- La taverna, drama popular en 9 quadros, inspirat i basat en la novel·la d'Émile Zola, L'assommoir, i arranjat per al teatre català amb la col·laboració de Rossend Arús i Arderiu. Estrenat al Teatre del Tívoli, el 15 de març de 1884.

1885
- María Antonieta, reina de Francia, original de Paolo Giacometti, arranjada per Eduard Vidal i de Valenciano. Estrenada al teatre del Tívoli, de Barcelona, el 14 de març de 1885.